# Sani Bheri
Die Sani Bheri („Kleine Bheri“) ist der linke Quellfluss der Bheri in Nepal.
Der Fluss wird vom Kaphegletscher an der Südflanke des Churen Himal gespeist. Das Quellgebiet liegt im Gemeindegebiet von Gurja Khani (Distrikt Myagdi). Der Fluss strömt entlang der Südflanke des Dhaulagiri Himal durch den Distrikt Rukum in westlicher Richtung. Die Sani Bheri nimmt den Lukum Khola linksseitig auf. Später passiert sie den Distrikthauptort Musikot. Schließlich vereinigt sie sich mit der von Norden kommenden Thuli Bheri zur Bheri. 
Der Fluss hat eine Länge von zirka 120 km. Das Einzugsgebiet umfasst etwa 2700 km².